# چنذاب
چَنذاب یکی از روستاهای شهر اردبیل در ۲٫۵ کیلومتری شهر هیر قرار گرفته‌است و دربالای این روستا روستای شبیلو ،درسمت چپ آن روستای بودالالو و عباس آباد و درسمت راست آن نیز شهر هیر قرار گرفته‌است. چنذاب دارای باغ‌های سیب، گیلاس، آلبالو وزردآلو است. سنگ بزرگی به نام قوتمع و درختی ۲۵۰ ساله از دیدنی‌های این روستا هستند.
روستای چنذاب:روستای چنذاب دارای قدمت تاریخی می‌باشد و دارای چندین ساختمان اربابی با قدمت تاریخی چند صد ساله بوده که یکی از این ساختمان‌ها به نام خانه چنذاب به عنوان آثار تاریخی نزد سازمان میراث فرهنگی ثبت گردیده است. اهالی اصیل روستا جز ایل فولادلو از طوابف تاریخی اردبیل می‌باشند.دراین روستا محصولاتی مانند گندم، جو، عدس ،نخودو ... کشت می‌شود.این روستا دارای مراتع سرسبز برای چرای حیوانات دامی می‌باشد دراین روستا دامپروری هم رواج دارد.همچنین این روستا دارای چشمه‌های بسیار می‌باشد که بسیار گواراست. روستای چنذاب در گذشته دارای قلعه ای بوده‌است که اثار ان پابرجاست شایدبه همین خاطر است که روستای چنذاب دارای وسعت بسیار بزرگی است .قبرستان شهر هیر نیز در قسمتی از زمین‌های روستای چنذاب واقع شده‌است.خانه تاریخی چنذاب نیز در این روستای قرار دارد که در سال 1386 به عنوان یک اثر ملی ثبت شده و با همکاری مالکین آن(لطفعلی خان اعلایی و فرزندان )و توسط سازمان میراث فرهنگی در دست مرمت می‌باشد .